# 더 디제스터 아티스트
《더 디제스터 아티스트》(영어: The Disaster Artist) 혹은 디재스터 아티스트는 2017년 개봉한 미국의 전기 코미디 드라마 영화이다. 제임스 프랭코가 감독을 맡았으며, 그레그 세스테로와 톰 비셀이 2013년에 펴낸 동명 논픽션이 원작이다. 2003년 개봉한 토미 위조 감독 영화 《더 룸》 제작에 관한 이야기를 다룬다.

## 출연
- 데이브 프랭코
- 제임스 프랭코
- 세스 로건
- 아리 그레이너
- 앨리슨 브리
- 재키 위버
- 폴 시어
- 잭 에프론
- 조시 허처슨
- 준 다이앤 레이필
- 메건 멀랠리
- 제이슨 맨주커스
- 샤론 스톤
- 멜러니 그리피스
- 해니벌 버리스
- 밥 오든커크
- 저드 애퍼타우
- 존 얼리
- 톰 프랭코
- 조이 도이치
- 샬린 이
- 로런 애시
- 슈거 린 비어드
- 랜들 박
- 저로드 카마이클
- 케이시 윌슨
- 제이슨 미첼
- 에린 커밍스
- 그레그 세스테로
- 토미 위조

본인 역
- 크리스틴 벨
- 아이크 배린홀츠
- 애덤 스콧
- 케빈 스미스
- 키건마이클 키
- 리지 캐플런
- 대니 맥브라이드
- J. J. 에이브럼스
- 브라이언 크랜스턴
- 잭 브래프

## 기타 제작진
- 총괄 제작: 토비 에머릭, 존 파워스 미들턴
- 미술: 크리스 L. 스펠먼